# Георг Фердинанд Дуквіц
Георг Фердинанд Дуквіц (нім. Georg Ferdinand Duckwitz; 29 вересня 1904, Бремен — 16 лютого 1973, Бремен) — німецький дипломат, в роки Другої світової війни — військовий аташе німецького посольства в Данії. Доклав чимало зусиль, щоб в 1943 саботувати розпорядження про «остаточне вирішення єврейського питання» в окупованій Данії, завдяки чому майже всі данські євреї змогли пережити війну.

## Життєпис
Народився в аристократичній сім'ї. Після закінчення коледжу працював в бізнесі (торгівля кавою). Фірма направила його на роботу в Данію, де він знайшов друзів серед комерсантів і політиків.
Вступив в НСДАП в 1932 році. У 1940 році, після окупації німецькими військами Данії, був покликаний на державну службу. Працював в Міністерстві закордонних справ. З 1942 року працював у Данії морським аташе посольства. Згодом він розчарувався в націонал-соціалізмі. Особливу огиду у Дуквіца викликало жорстоке поводження нацистів з євреями.
11 вересня 1943 року він дізнався про план депортації в табори смерті всіх євреїв, що жили в Данії. Дуквіц поінформував про це прем'єр-міністра Швеції. 29 вересня Дуквіц повідомив про майбутню депортацію лідерам данських соціал-демократів. Внаслідок цього тисячі євреїв Данії протягом 72 годин були заховані або перевезені до Швеції.
Після війни Дуквіц повернувся на роботу в МЗС і в 1955—1958 роках був послом ФРН в Данії.

## Нагороди
- Орден Ісландського сокола, командорський хрест (Данія; 1932)
- Золотий партійний знак НСДАП
- Командор ордена Данеброг (Данія; 1953)
- Орден «За заслуги перед Федеративною Республікою Німеччина»
  - Великий офіцерський хрест (1959)
  - Великий хрест із зіркою та плечовою стрічкою (1969)

- Великий офіцер ордена Христа (Португалія) (1960)
- Орден «Сонце Перу» (1968)
- Премія Генріха Шталя (1970) — нагороджений єврейською общиною Берліна.
- Почесне звання «Праведник народів світу» (1971)

## Вшанування пам'яті
- На честь Дуквіца названа площа в Бремені — площа посла Дуквіца (нім. Botschafter-Duckwitz-Platz).
- У посольстві Німеччини в Копенгагені встановлена меморіальна дошка на честь заслуг Дуквіца.